# VK Slavia Sofia
Le VK Slavia Sofia est un club de volley-ball bulgare, section du club omnisports Slavia Sofia, fondé en 1923 et basé à Sofia.

## Palmarès
Slavia Sofia (volley-ball masculin)
- Championnat de Bulgarie
  - Vainqueur (8): 1952, 1953, 1956, 1974, 1975, 1979, 1996, 1998.

- Coupe de Bulgarie
  - Vainqueur (10): 1957, 1974, 1976, 1977, 1978, 1994, 1995, 1998, 1999, 2005

- Coupe des champions
  - Finaliste: 1976

Slavia Sofia (volley-ball féminin)
- Championnat de Bulgarie
  - Vainqueur (5): 1945, 1955, 1957, 1958, 1961.

- Coupe de Bulgarie
  - Vainqueur (6): 1954, 1956, 1957, 1971, 1977, 2007

- Coupe des champions
  - "Finaliste : 1962